# Brandy (Sängerin)/Diskografie
Diese Diskografie ist eine Übersicht über die musikalischen Werke der US-amerikanischen R&B-Sängerin Brandy. Den Quellenangaben und Schallplattenauszeichnungen zufolge hat sie bisher mehr als 34,5 Millionen Tonträger verkauft, davon alleine in ihrer Heimat über 17 Millionen. Ihre erfolgreichste Veröffentlichung ist das Album Never Say Never mit über 16 Millionen verkauften Einheiten.

## Alben

### Studioalben
| Jahr | Titel                            | Höchstplatzierung, Gesamtwochen, AuszeichnungChartplatzierungen (Jahr, Titel, Platzierungen, Wochen, Auszeichnungen, Anmerkungen) | Höchstplatzierung, Gesamtwochen, AuszeichnungChartplatzierungen (Jahr, Titel, Platzierungen, Wochen, Auszeichnungen, Anmerkungen) | Höchstplatzierung, Gesamtwochen, AuszeichnungChartplatzierungen (Jahr, Titel, Platzierungen, Wochen, Auszeichnungen, Anmerkungen) | Höchstplatzierung, Gesamtwochen, AuszeichnungChartplatzierungen (Jahr, Titel, Platzierungen, Wochen, Auszeichnungen, Anmerkungen) | Höchstplatzierung, Gesamtwochen, AuszeichnungChartplatzierungen (Jahr, Titel, Platzierungen, Wochen, Auszeichnungen, Anmerkungen) | Höchstplatzierung, Gesamtwochen, AuszeichnungChartplatzierungen (Jahr, Titel, Platzierungen, Wochen, Auszeichnungen, Anmerkungen) | Anmerkungen                                                    |
| Jahr | Titel                            | DE | AT | CH | UK | US | R&B | Anmerkungen                                                    |
| ---- | -------------------------------- | --- | --- | --- | --- | --- | --- | -------------------------------------------------------------- |
| 1994 | Brandy Atlantic Records          | DE86 (7 Wo.)DE | — | — | UK— SilberUK | US20 ×4Vierfachplatin · (89 Wo.)US                                                                                                | R&B6 (76 Wo.)R&B | Erstveröffentlichung: 27. September 1994 Verkäufe: + 6.000.000 |
| 1998 | Never Say Never Atlantic Records | DE10 (25 Wo.)DE | AT17 (10 Wo.)AT | CH11 (21 Wo.)CH | UK19 Platin · (35 Wo.)UK | US2 ×5Fünffachplatin · (72 Wo.)US                                                                                                 | R&B2 (68 Wo.)R&B | Erstveröffentlichung: 8. Juni 1998 Verkäufe: + 16.000.000      |
| 2002 | Full Moon Atlantic Records       | DE8 (14 Wo.)DE | AT54 (4 Wo.)AT | CH7 (12 Wo.)CH | UK9 Gold · (22 Wo.)UK | US2 Platin · (30 Wo.)US | R&B1 (34 Wo.)R&B | Erstveröffentlichung: 25. Februar 2002 Verkäufe: + 1.250.000   |
| 2004 | Afrodisiac Atlantic Records      | DE44 (3 Wo.)DE | — | CH26 (5 Wo.)CH | UK32 Silber · (6 Wo.)UK | US3 Gold · (13 Wo.)US | R&B4 (20 Wo.)R&B | Erstveröffentlichung: 25. Juni 2004 Verkäufe: + 660.000        |
| 2008 | Human Epic                       | — | — | — | — | US15 (13 Wo.)US | R&B5 (21 Wo.)R&B | Erstveröffentlichung: 5. Dezember 2008 Verkäufe: + 214.000     |
| 2012 | Two Eleven RCA                   | — | — | — | UK87 (1 Wo.)UK | US3 (9 Wo.)US | R&B1 (29 Wo.)R&B | Erstveröffentlichung: 12. Oktober 2012 Verkäufe: + 186.000     |
| 2020 | B7 eOne                          | — | — | CH67 (1 Wo.)CH | — | US12 (2 Wo.)US | R&B9 (1 Wo.)R&B | Erstveröffentlichung: 31. Juli 2020 Verkäufe: + 25.200         |
| 2023 | Christmas with Brandy Motown     | — | — | — | — | — | — | Erstveröffentlichung: 10. November 2023                        |

### Kompilationen
| Jahr | Titel              | Höchstplatzierung, Gesamtwochen, AuszeichnungChartplatzierungen (Jahr, Titel, Platzierungen, Wochen, Auszeichnungen, Anmerkungen) | Höchstplatzierung, Gesamtwochen, AuszeichnungChartplatzierungen (Jahr, Titel, Platzierungen, Wochen, Auszeichnungen, Anmerkungen) | Höchstplatzierung, Gesamtwochen, AuszeichnungChartplatzierungen (Jahr, Titel, Platzierungen, Wochen, Auszeichnungen, Anmerkungen) | Höchstplatzierung, Gesamtwochen, AuszeichnungChartplatzierungen (Jahr, Titel, Platzierungen, Wochen, Auszeichnungen, Anmerkungen) | Höchstplatzierung, Gesamtwochen, AuszeichnungChartplatzierungen (Jahr, Titel, Platzierungen, Wochen, Auszeichnungen, Anmerkungen) | Höchstplatzierung, Gesamtwochen, AuszeichnungChartplatzierungen (Jahr, Titel, Platzierungen, Wochen, Auszeichnungen, Anmerkungen) | Anmerkungen                                          |
| Jahr | Titel              | DE | AT | CH | UK | US | R&B | Anmerkungen                                          |
| ---- | ------------------ | --- | --- | --- | --- | --- | --- | ---------------------------------------------------- |
| 2005 | The Best of Brandy | — | — | — | UK24 Silber · (5 Wo.)UK | US27 (5 Wo.)US | R&B11 (11 Wo.)R&B | Erstveröffentlichung: 28. März 2005 Verkäufe: 60.000 |

### EPs
- 1999: U Don’t Know Me (Like U Used To)

## Singles

### Als Leadmusikerin
| Jahr | Titel Album                                                        | Höchstplatzierung, Gesamtwochen, AuszeichnungChartplatzierungen (Jahr, Titel, Album, Platzierungen, Wochen, Auszeichnungen, Anmerkungen) | Höchstplatzierung, Gesamtwochen, AuszeichnungChartplatzierungen (Jahr, Titel, Album, Platzierungen, Wochen, Auszeichnungen, Anmerkungen) | Höchstplatzierung, Gesamtwochen, AuszeichnungChartplatzierungen (Jahr, Titel, Album, Platzierungen, Wochen, Auszeichnungen, Anmerkungen) | Höchstplatzierung, Gesamtwochen, AuszeichnungChartplatzierungen (Jahr, Titel, Album, Platzierungen, Wochen, Auszeichnungen, Anmerkungen) | Höchstplatzierung, Gesamtwochen, AuszeichnungChartplatzierungen (Jahr, Titel, Album, Platzierungen, Wochen, Auszeichnungen, Anmerkungen) | Höchstplatzierung, Gesamtwochen, AuszeichnungChartplatzierungen (Jahr, Titel, Album, Platzierungen, Wochen, Auszeichnungen, Anmerkungen) | Anmerkungen                                                                |
| Jahr | Titel Album                                                        | DE | AT | CH | UK | US | R&B | Anmerkungen                                                                |
| ---- | ------------------------------------------------------------------ | --- | --- | --- | --- | --- | --- | -------------------------------------------------------------------------- |
| 1994 | I Wanna Be Down Brandy                                             | — | — | — | UK36 (7 Wo.)UK | US6 Platin · (28 Wo.)US | R&B1 (38 Wo.)R&B | Erstveröffentlichung: 6. September 1994                                    |
| 1994 | Baby Brandy                                                        | — | — | — | — | US4 Platin · (20 Wo.)US | R&B1 (24 Wo.)R&B | Erstveröffentlichung: 24. Dezember 1994                                    |
| 1995 | Best Friend Brandy                                                 | — | — | — | — | US34 (20 Wo.)US | R&B7 (20 Wo.)R&B | Erstveröffentlichung: 27. Juni 1995                                        |
| 1995 | Brokenhearted Brandy / The Remix Collection                        | — | — | — | — | US9 Gold · (20 Wo.)US | R&B2 (25 Wo.)R&B | Erstveröffentlichung: 22. August 1995 mit Wanyá Morris von Boyz II Men     |
| 1995 | Sittin’ Up in My Room Waiting to Exhale: Original Soundtrack Album | — | — | — | UK30 (4 Wo.)UK | US2 Platin · (33 Wo.)US | R&B2 (30 Wo.)R&B | Erstveröffentlichung: 18. Dezember 1995                                    |
| 1996 | Missing You Set It Off (O.S.T)                                     | — | — | — | — | US25 (20 Wo.)US | R&B10 (27 Wo.)R&B | Erstveröffentlichung: 6. August 1996 mit Tamia, Gladys Knight & Chaka Khan |
| 1998 | The Boy Is Mine Never Say Never / The Boy Is Mine                  | DE5 Gold · (23 Wo.)DE | AT6 (16 Wo.)AT | CH3 Gold · (23 Wo.)CH | UK2 ×2Doppelplatin · (31 Wo.)UK | US1 ×2Doppelplatin · (27 Wo.)US | R&B1 (31 Wo.)R&B | Erstveröffentlichung: 19. Mai 1998 mit Monica                              |
| 1998 | Top of the World Never Say Never                                   | DE42 (9 Wo.)DE | — | CH42 (5 Wo.)CH | UK2 Silber · (12 Wo.)UK | — | — | Erstveröffentlichung: 28. September 1998 feat. Ma$e                        |
| 1998 | Have You Ever? Never Say Never                                     | DE58 (8 Wo.)DE | — | — | UK13 (8 Wo.)UK | US1 (27 Wo.)US | R&B2 (15 Wo.)R&B | Erstveröffentlichung: Dezember 1998                                        |
| 1999 | Angel in Disguise Never Say Never                                  | — | — | — | — | US72 (17 Wo.)US | R&B17 (13 Wo.)R&B | Erstveröffentlichung: 21. Januar 1999                                      |
| 1999 | Almost Doesn’t Count Never Say Never                               | DE88 (8 Wo.)DE | — | — | UK15 (7 Wo.)UK | US16 (20 Wo.)US | R&B16 (20 Wo.)R&B | Erstveröffentlichung: 13. April 1999                                       |
| 1999 | U Don’t Know Me (Like U Used To) Never Say Never                   | — | — | — | — | US79 (6 Wo.)US | R&B25 (20 Wo.)R&B | Erstveröffentlichung: 28. September 1999                                   |
| 2001 | Another Day in Paradise Full Moon / Urban Renewal                  | DE2 Gold · (13 Wo.)DE | AT5 (14 Wo.)AT | CH3 Gold · (26 Wo.)CH | UK5 Silber · (13 Wo.)UK | — | — | Erstveröffentlichung: 19. März 2001 feat. Ray-J                            |
| 2002 | What About Us? Full Moon                                           | DE13 (9 Wo.)DE | AT40 (8 Wo.)AT | CH8 (19 Wo.)CH | UK4 (12 Wo.)UK | US7 (18 Wo.)US | R&B3 (20 Wo.)R&B | Erstveröffentlichung: 1. Januar 2002                                       |
| 2002 | Full Moon                                                          | DE54 (8 Wo.)DE | — | CH72 (9 Wo.)CH | UK15 (13 Wo.)UK | US18 (20 Wo.)US | R&B16 (20 Wo.)R&B | Erstveröffentlichung: 1. Mai 2002                                          |
| 2002 | He Is Full Moon                                                    | — | — | — | — | — | R&B72 (8 Wo.)R&B | Erstveröffentlichung: 17. September 2002                                   |
| 2004 | Talk About Our Love Afrodisiac                                     | DE89 (2 Wo.)DE | — | CH42 (6 Wo.)CH | UK6 (10 Wo.)UK | US36 (14 Wo.)US | R&B16 (20 Wo.)R&B | Erstveröffentlichung: 27. April 2004 feat. Kanye West                      |
| 2004 | Who Is She 2 U Afrodisiac                                          | — | — | — | UK50 (3 Wo.)UK | US85 (4 Wo.)US | R&B43 (11 Wo.)R&B | Erstveröffentlichung: 27. Juli 2004                                        |
| 2004 | Afrodisiac                                                         | — | — | CH36 (17 Wo.)CH | UK11 (9 Wo.)UK | — | — | Erstveröffentlichung: 24. September 2004                                   |
| 2008 | Right Here (Departed) Human                                        | DE39 (9 Wo.)DE | AT27 (9 Wo.)AT | CH54 (14 Wo.)CH | — | US34 (18 Wo.)US | R&B22 (17 Wo.)R&B | Erstveröffentlichung: 9. September 2008                                    |
| 2008 | Long Distance Human                                                | — | — | — | — | — | R&B38 (17 Wo.)R&B | Erstveröffentlichung: 15. Oktober 2008                                     |
| 2012 | It All Belongs to Me New Life                                      | — | — | — | — | — | R&B23 (13 Wo.)R&B | Erstveröffentlichung: 13. Februar 2012 mit Monica                          |
| 2012 | Put It Down Two Eleven                                             | — | — | — | — | US65 (14 Wo.)US | R&B3 (25 Wo.)R&B | Erstveröffentlichung: 4. Mai 2012 feat. Chris Brown                        |
| 2012 | Wildest Dreams Two Eleven                                          | — | — | — | — | — | R&B68 (3 Wo.)R&B | Erstveröffentlichung: 28. August 2012                                      |

Weitere Singles
- 1999: (Everything I Do) I Do It for You
- 2016: Beggin & Pleadin
- 2019: Love Again
- 2019: Freedom Rings
- 2020: Baby Mama
- 2020: Borderline
- 2021: Starting Now
- 2023: Christmas Party for Two

### Als Gastmusikerin
| Jahr | Titel Album                     | Höchstplatzierung, Gesamtwochen, AuszeichnungChartplatzierungen (Jahr, Titel, Album, Platzierungen, Wochen, Auszeichnungen, Anmerkungen) | Höchstplatzierung, Gesamtwochen, AuszeichnungChartplatzierungen (Jahr, Titel, Album, Platzierungen, Wochen, Auszeichnungen, Anmerkungen) | Höchstplatzierung, Gesamtwochen, AuszeichnungChartplatzierungen (Jahr, Titel, Album, Platzierungen, Wochen, Auszeichnungen, Anmerkungen) | Höchstplatzierung, Gesamtwochen, AuszeichnungChartplatzierungen (Jahr, Titel, Album, Platzierungen, Wochen, Auszeichnungen, Anmerkungen) | Höchstplatzierung, Gesamtwochen, AuszeichnungChartplatzierungen (Jahr, Titel, Album, Platzierungen, Wochen, Auszeichnungen, Anmerkungen) | Höchstplatzierung, Gesamtwochen, AuszeichnungChartplatzierungen (Jahr, Titel, Album, Platzierungen, Wochen, Auszeichnungen, Anmerkungen) | Anmerkungen                                                                    |
| Jahr | Titel Album                     | DE | AT | CH | UK | US | R&B | Anmerkungen                                                                    |
| ---- | ------------------------------- | --- | --- | --- | --- | --- | --- | ------------------------------------------------------------------------------ |
| 2010 | We Are the World 25 for Haiti – | — | — | — | UK50 (1 Wo.)UK | US2 (5 Wo.)US | — | Erstveröffentlichung: 12. Februar 2010 mit Artists for Haiti                   |
| 2015 | The Girl Is Mine –              | — | — | — | UK5 Platin · (29 Wo.)UK | — | — | Erstveröffentlichung: 6. November 2015 99 Souls feat. Destiny’s Child & Brandy |

Weitere Gastbeiträge
- 2015: Magic (Mystery Skulls feat. Nile Rodgers and Brandy)
- 2018: Optimistic (August Greene feat. Brandy)
- 2018: I Could Be Wrong (Lucas & Steve feat. Brandy)
- 2021: Somebody's Son (Tiwa Savage feat. Brandy)

## Autorenbeteiligungen
- 2001: Unbreakable (Michael Jackson)
- 2001: The Ladyboy Is Mine (Stuntmasterz)
- 2002: Love/Hate (Kelly Rowland)
- 2003: Better Than the Day (Kiley Dean)
- 2003: Selfish (Toni Braxton)
- 2004: Take Me Away (Tarralyn Ramsey)
- 2005: Ryde or Die (Jennifer Lopez)
- 2005: Never Too Far (Olivia)
- 2006: Escape (Kiley Dean)
- 2010: The Boy Is Mine (Glee Cast)

## Sonderveröffentlichungen

### Gastbeiträge
| Jahr | Titel                                                                            | Album                                |
| ---- | -------------------------------------------------------------------------------- | ------------------------------------ |
| 1995 | Jook Joint Intro (Quincy Jones mit Brandy & anderen)                             | Q’s Jook Joint                       |
| 1995 | Rock with You (Quincy Jones mit Brandy & Heavy D)                                | Q’s Jook Joint                       |
| 1995 | Stuff Like That (Quincy Jones with Brandy & others)                              | Q’s Jook Joint                       |
| 1995 | Brokenhearted (Soulpower Remix) (Wanyá Morris von Boyz II Men mit Brandy)        | The Remix Collection                 |
| 1997 | Thank You (Ray-J feat. Brandy)                                                   | Everything You Want                  |
| 1997 | 24 Hours to Live (Ma$e feat. Brandy)                                             | Harlem World                         |
| 1998 | The Boy Is Mine (Monica mit Brandy)                                              | The Boy Is Mine                      |
| 1999 | Have You Ever?/Almost Doesn’t Count                                              | VH1 Divas Live 1999                  |
| 1999 | (Everything I Do) I Do It for You (mit Faith Hill)                               | VH1 Divas Live 1999                  |
| 1999 | I’m Every Woman (mit Whitney Houston, Cher, Mary J. Blige, Chaka Khan & anderen) | VH1 Divas Live 1999                  |
| 1999 | Love Is All That Matters (Diana Ross feat. Brandy)                               | Every Day Is a New Day               |
| 2001 | Love Shared (Willie Norwood feat. Brandy)                                        | Bout It                              |
| 2001 | Brokenhearted (Soulpower Remix) (Wanyá Morris von Boyz II Men mit Brandy)        | Legacy: The Greatest Hits Collection |
| 2001 | Unbreakable (Michael Jackson mit Brandy & The Notorious B.I.G.)                  | Invincible                           |
| 2001 | Another Day in Paradise (Ray J mit Brandy)                                       | Urban Renewal                        |
| 2001 | Top of the World (Darkchild Remix), Part II (Big Pun feat. Brandy & Fat Joe)     | Endangered Species                   |
| 2001 | I Know Now                                                                       | Bad Boy Presents: Thank You          |
| 2002 | Formal Invite (Remix) (Ray-J feat. Brandy & Shorty Mack)                         | Formal Invite                        |
| 2002 | Never Be (Fats feat. Brandy)                                                     | In da Kitchen                        |
| 2003 | N 2 Da Music (Timbaland & Magoo feat. Brandy)                                    | Under Construction, Part II          |
| 2003 | Fall Back (Lloyd Banks feat. Brandy & Fabolous)                                  | Money in the Bank, Part 2            |
| 2004 | Wake Up Everybody (mit Wyclef, Mary J. Blige & anderen)                          | Wake Up Everybody                    |
| 2005 | Bring Me Down (Kanye West feat. Brandy)                                          | Late Registration                    |
| 2005 | War Is Over (Ray-J feat. Brandy)                                                 | Raydiation                           |
| 2006 | Thought You Said (Diddy feat. Brandy)                                            | Press Play                           |
| 2007 | Something About You (Carl Thomas feat. Brandy)                                   | So Much Better                       |
| 2007 | Please Come to Boston (Babyface feat. Brandy)                                    | Playlist                             |
| 2008 | Quickly (John Legend feat. Brandy)                                               | Evolver                              |
| 2009 | Bridge to Love (Ginuwine feat. Brandy)                                           | A Man’s Thoughts                     |
| 2009 | Meet in the Middle (Timbaland feat. Bran’Nu aka Brandy)                          | Shock Value 2                        |
| 2009 | Symphony (Timbaland feat. D.O.E., Bran’Nu aka Brandy & Attitude)                 | Shock Value 2                        |
| 2009 | Special (Snoop Dogg feat. Brandy & Pharrell)                                     | Malice N Wonderland                  |

### Soundtrackbeiträge
| Jahr | Titel                                                        | Soundtrack                 |
| ---- | ------------------------------------------------------------ | -------------------------- |
| 1995 | Sittin’ Up in My Room                                        | Warten auf Mr. Right       |
| 1995 | Where Are You Now? (mit Lenny Kravitz)                       | Batman Forever             |
| 1996 | Missing You (mit Tamia, Gladys Knight & Chaka Khan)          | Set It Off                 |
| 1997 | Impossible (mit Whitney Houston)                             | Cinderella                 |
| 1997 | It’s Possible (mit Whitney Houston)                          | Cinderella                 |
| 1997 | The Sweetest Sounds (mit Paolo Montalban)                    | Cinderella                 |
| 1997 | A Lovely Night (mit Bernadette Peters & Veanne Cox)          | Cinderella                 |
| 1997 | In My Own Little Corner                                      | Cinderella                 |
| 1997 | In My Own Little Corner (Reprise)                            | Cinderella                 |
| 1997 | Falling in Love with Love (mit Paolo Montalban)              | Cinderella                 |
| 1997 | Ten Minutes Ago (mit Paolo Montalban)                        | Cinderella                 |
| 1997 | Do I Love You Because You’re Beautiful (mit Paolo Montalban) | Cinderella                 |
| 1999 | Almost Doesn’t Count                                         | Double Platinum            |
| 1999 | Happy                                                        | Double Platinum            |
| 1999 | Have You Ever                                                | Double Platinum            |
| 1999 | Love Is All That Matters (mit Diana Ross)                    | Double Platinum            |
| 2001 | Open                                                         | Osmosis Jones              |
| 2003 | Dance with Us (mit Diddy & Bow Wow)                          | The Wild Thornberrys Movie |
| 2008 | Dig This                                                     | Meet the Browns            |

## Statistik

### Chartauswertung
|                     | DE    | AT    | CH    | UK    | US    | R&B     |
| ------------------- | ----- | ----- | ----- | ----- | ----- | ------- |
| Nummer-eins-Alben   | DE—DE | AT—AT | CH—CH | UK—UK | US—US | R&B2R&B |
| Top-10-Alben        | DE2DE | AT—AT | CH1CH | UK1UK | US4US | R&B7R&B |
| Alben in den Charts | DE4DE | AT2AT | CH4CH | UK5UK | US8US | R&B8R&B |

|                       | DE    | AT    | CH    | UK     | US     | R&B      |
| --------------------- | ----- | ----- | ----- | ------ | ------ | -------- |
| Nummer-eins-Singles   | DE—DE | AT—AT | CH—CH | UK—UK  | US2US  | R&B3R&B  |
| Top-10-Singles        | DE2DE | AT2AT | CH3CH | UK6UK  | US7US  | R&B10R&B |
| Singles in den Charts | DE9DE | AT4AT | CH8CH | UK13UK | US17US | R&B21R&B |

### Auszeichnungen für Musikverkäufe
| Silberne Schallplatte - Frankreich - 2001: für die Single Another Day in Paradise Goldene Schallplatte - Australien - 2001: für die Single Another Day in Paradise - 2002: für die Single What About Us? - 2016: für die Single The Girl Is Mine - Belgien - 2001: für die Single Another Day in Paradise - Frankreich - 1998: für das Album Never Say Never - Japan - 2002: für das Album Full Moon - 2004: für das Album Afrodisiac - Kanada - 1995: für das Album Brandy - 2002: für das Album Full Moon - 2021: für die Single Love Again - Neuseeland - 1996: für die Single Sittin’ Up in My Room - 1998: für die Single Have You Ever? - 1999: für das Album Never Say Never - 2020: für die Single The Girl Is Mine - Norwegen - 1998: für die Single The Boy Is Mine - Vereinigte Staaten - 2022: für die Single Love Again | Platin-Schallplatte - Australien - 1998: für die Single The Boy Is Mine - 1999: für das Album Never Say Never - 1999: für die Single Have You Ever? - Belgien - 1998: für die Single The Boy Is Mine - Frankreich - 1998: für die Single The Boy Is Mine - Irland - 2016: für die Single The Girl Is Mine - Japan - 1999: für das Album Never Say Never - Neuseeland - 1997: für die Single Missing You - 1998: für die Single The Boy Is Mine - Niederlande - 1998: für die Single The Boy Is Mine - Schweden - 1998: für die Single The Boy Is Mine | 7× Goldene Schallplatte - Mexiko - 2017: für die Single The Girl Is Mine 4× Platin-Schallplatte - Kanada - 1999: für das Album Never Say Never |

Anmerkung: Auszeichnungen in Ländern aus den Charttabellen bzw. Chartboxen sind in ebendiesen zu finden.
| Land/RegionAuszeichnungen für Musikverkäufe (Land/Region, Auszeichnungen, Verkäufe, Quellen) | Silber     | Gold       | Platin       | Verkäufe   | Quellen                                                    |
| -------------------------------------------------------------------------------------------- | ---------- | ---------- | ------------ | ---------- | ---------------------------------------------------------- |
| Australien (ARIA)                                                                            | —          | 3× Gold3   | 3× Platin3   | 315.000    | aria.com.au                                                |
| Belgien (BRMA)                                                                               | —          | Gold1      | Platin1      | 75.000     | ultratop.be                                                |
| Deutschland (BVMI)                                                                           | —          | 2× Gold2   | —            | 500.000    | musikindustrie.de                                          |
| Frankreich (SNEP)                                                                            | Silber1    | Gold1      | Platin1      | 725.000    | infodisc.fr                                                |
| Irland (IRMA)                                                                                | —          | —          | Platin1      | 15.000     | Einzelnachweise                                            |
| Japan (RIAJ)                                                                                 | —          | 2× Gold2   | Platin1      | 400.000    | riaj.or.jp                                                 |
| Kanada (MC)                                                                                  | —          | 3× Gold3   | 4× Platin4   | 890.000    | musiccanada.com                                            |
| Mexiko (AMPROFON)                                                                            | —          | Gold1      | 3× Platin3   | 210.000    | amprofon.com.mx                                            |
| Neuseeland (RMNZ)                                                                            | —          | 4× Gold4   | 2× Platin2   | 52.500     | aotearoamusiccharts.co.nz NZ2                              |
| Niederlande (NVPI)                                                                           | —          | —          | Platin1      | 75.000     | nvpi.nl                                                    |
| Norwegen (IFPI)                                                                              | —          | Gold1      | —            | 10.000     | ifpi.no (Memento vom 5. November 2012 im Internet Archive) |
| Schweden (IFPI)                                                                              | —          | —          | Platin1      | 30.000     | sverigetopplistan.se                                       |
| Schweiz (IFPI)                                                                               | —          | 2× Gold2   | —            | 45.000     | hitparade.ch                                               |
| Vereinigte Staaten (RIAA)                                                                    | —          | 4× Gold4   | 15× Platin15 | 17.000.000 | riaa.com                                                   |
| Vereinigtes Königreich (BPI)                                                                 | 5× Silber5 | Gold1      | 4× Platin4   | 2.780.000  | bpi.co.uk                                                  |
| Insgesamt                                                                                    | 6× Silber6 | 25× Gold25 | 37× Platin37 |            |                                                            |